# Локтевая кость
Локтевая кость (лат. ulna) — парная трубчатая кость предплечья. Имеет тело (диафиз) и два эпифиза.

## Строение
Тело локтевой кости имеет трёхгранную форму. Различают три края тела (передний (ладонный), задний и латеральный) и три поверхности (переднюю, заднюю и медиальную).
Проксимальный эпифиз (верхний конец) локтевой кости продолжается кверху локтевым отростком (olecranon), на верху которого - суставная поверхность (facies articularis). На передней поверхности локтевого отростка расположена блоковидная вырезка (incisura trochlearis), ограниченная снизу венечным отростком (processus coronoideus). Кнаружи от венечного отростка находится лучевая вырезка (incisura radii ossis ulnae) для лучевой кости. Ниже венечного отростка находится бугристость локтевой кости (tuberositas ulnaris). К этой бугристости подходит плечевая мышца (m. brachialis). Кзади от лучевой вырезки расположен гребень супинатора.
Посередине кости, на передней стороне кости, находится питательное отверстие (foramen nutricium) для питания кости. Это отверстие ведет в проксимально направленный питательный канал (canalis nutricius).
Дистальный эпифиз (нижний конец) представлен головкой локтевой кости (caput ulnae). Нижние отделы головки имеют суставную поверхность для сочленения с запястьем. Наружные (латеральные) отделы головки посредством суставной окружности (circumferentia articularis) сочленяются с лучевой костью (os radii). С внутренней стороны от головки отходит медиальный шиловидный отросток (processus styloideus medialis).

## Изображения

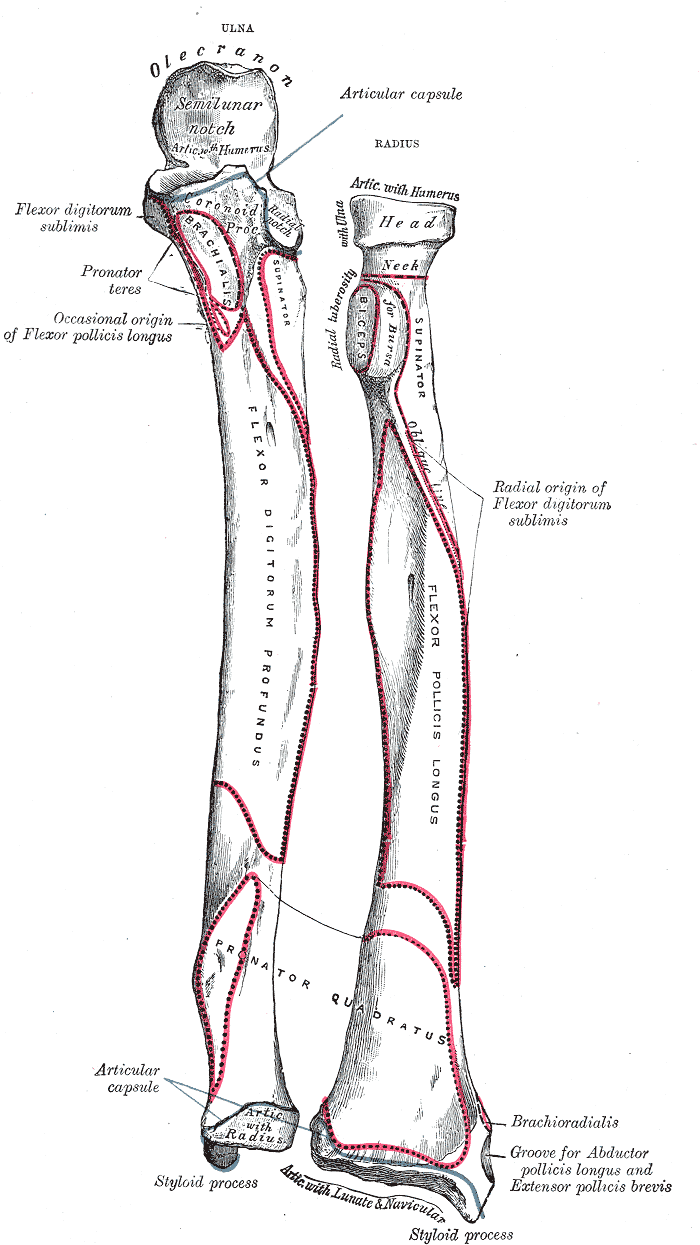
Кости предплечья, вид спереди
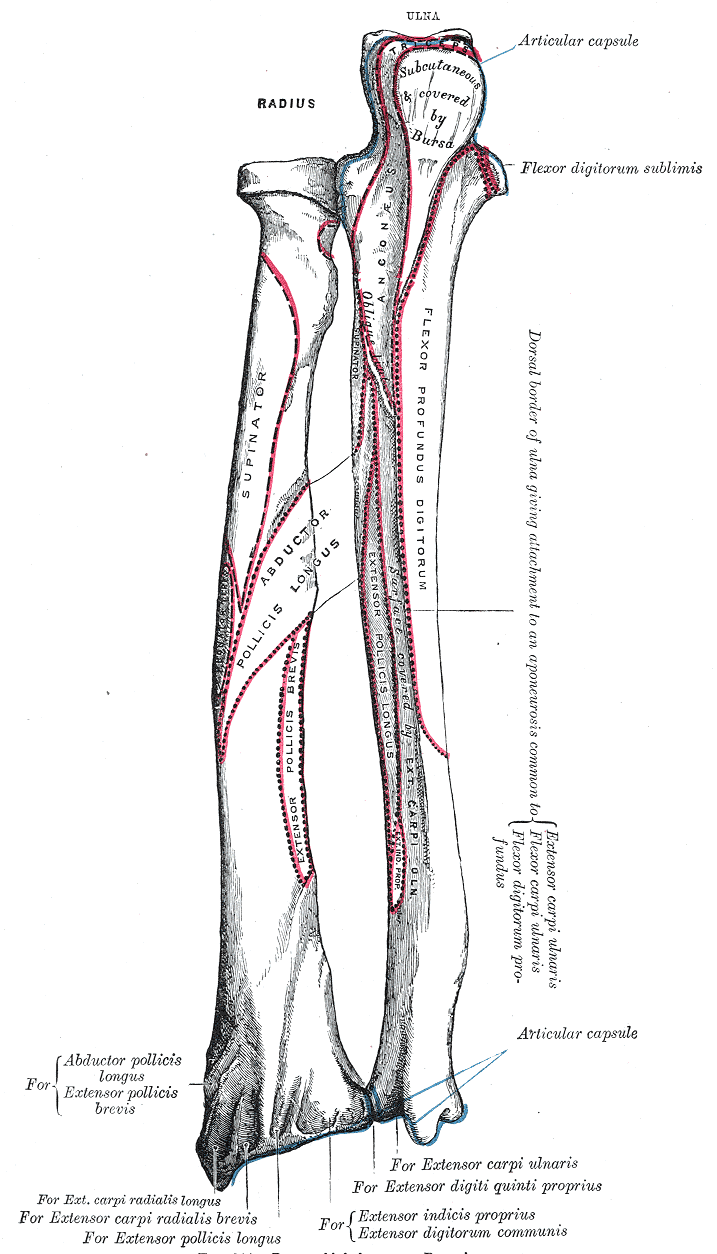
Кости предплечья, вид сзади
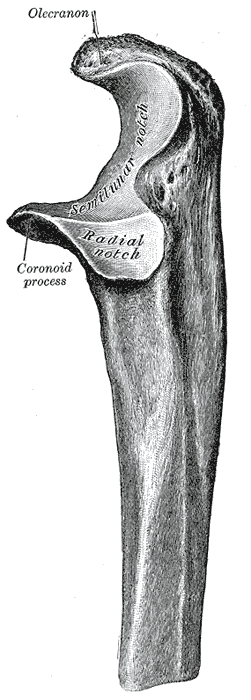
Верхняя треть локтевой кости
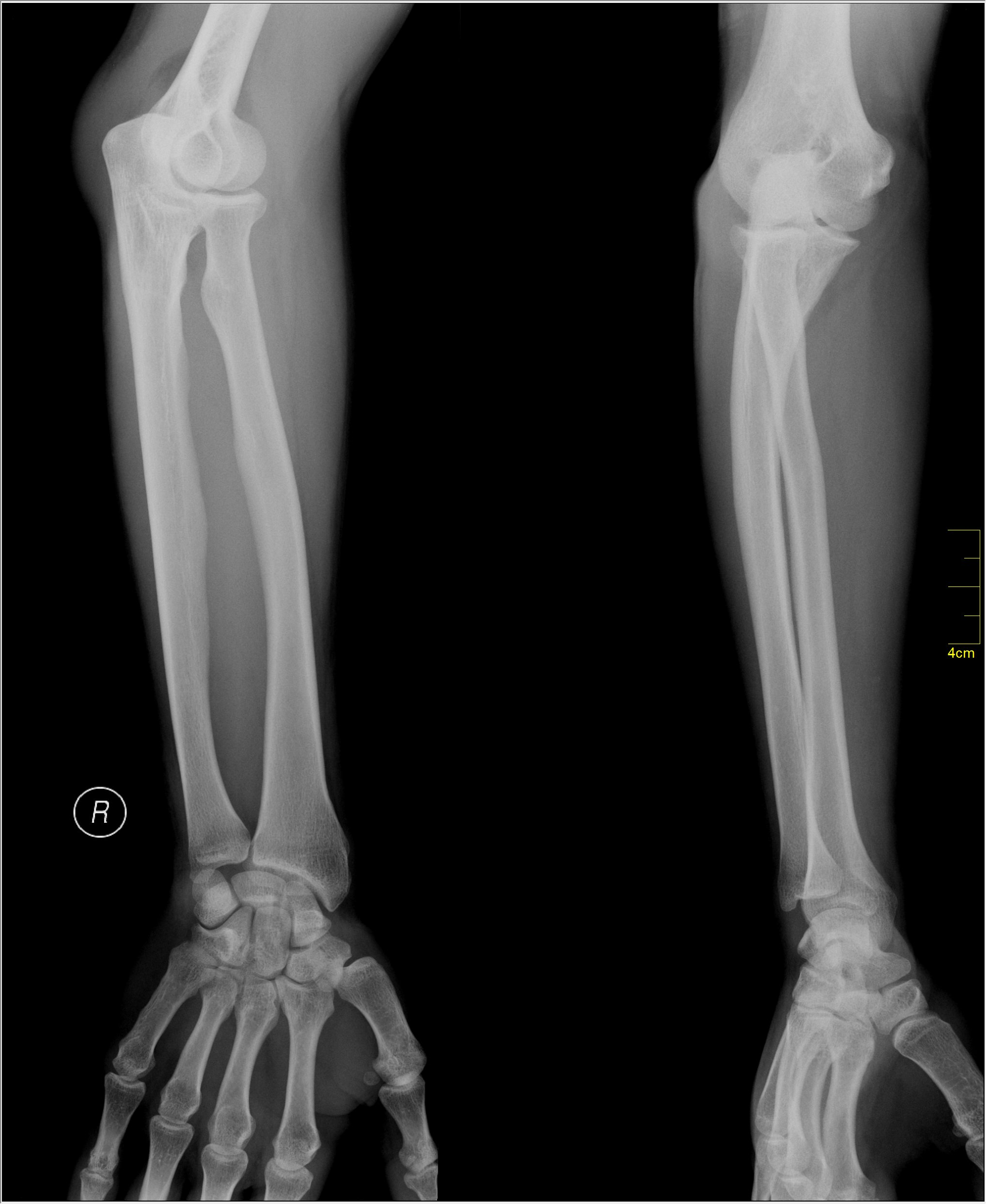
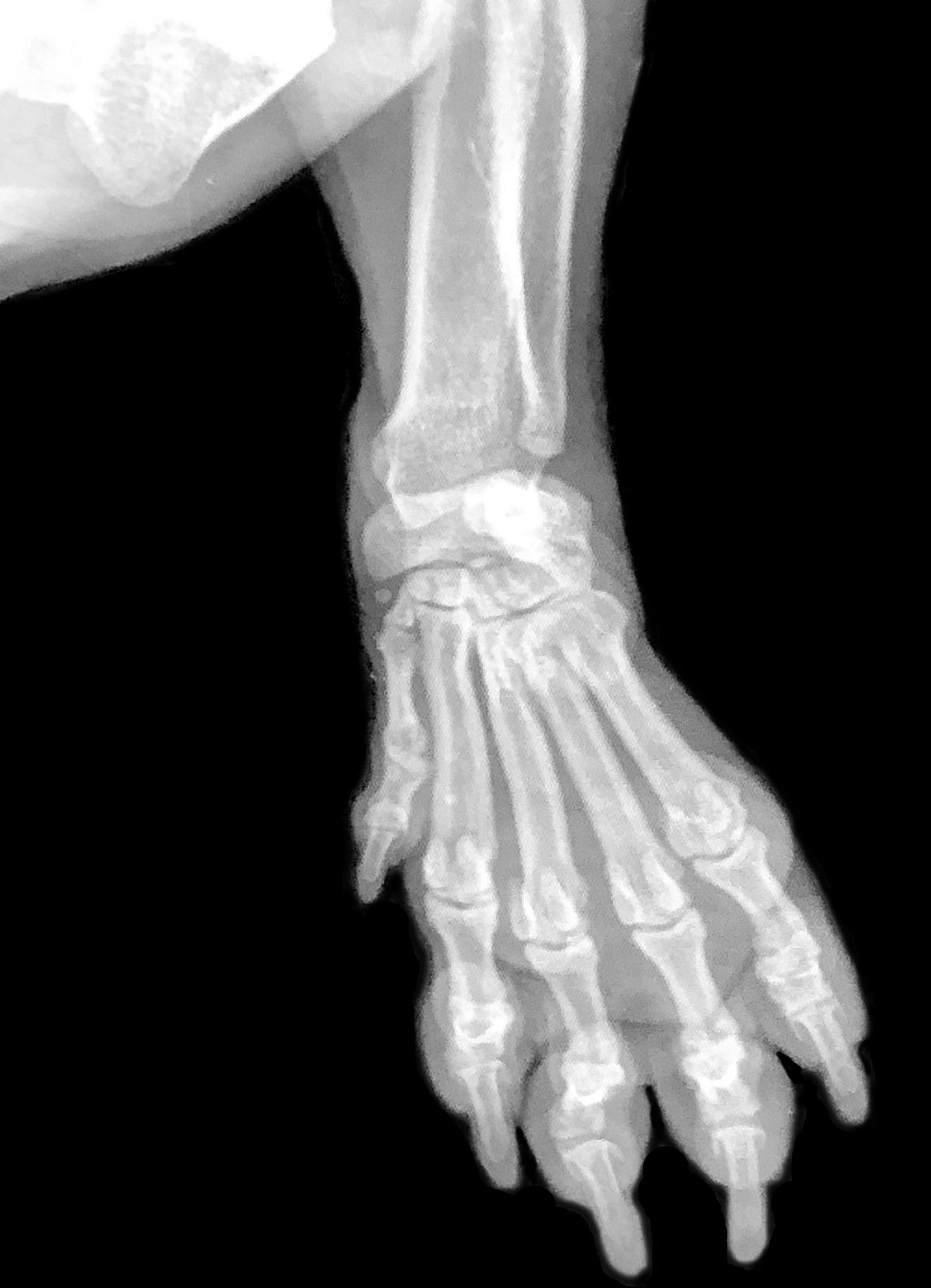
Передняя лапа собаки (такса)